# Schleuse Hausen
Die Schleuse Hausen wurde in der Zeit von Mai 1965 bis April 1968 im Rahmen des Baues der Bundeswasserstraße Main-Donau-Kanal errichtet. Sie ist als Sparschleuse mit drei Sparbecken nordwestlich des Schleusenbeckens ausgeführt.

## Schleuse
Die Kammer der Einzelschleuse liegt bei Kanal-Kilometer 32,86, hat bei einer Kammerlänge von 200 m eine nutzbare Länge von 190 m und eine Nutzbreite von 12 m.
Das Oberwasser hat eine Höhe von 266,5 m ü. NN, die des Schleusen-Unterwassers liegt bei 254,5 m ü. NN. Die Schleusungs-Fallhöhe beträgt 12 Meter.

## Steuerung
Die Schleuse hat einen eigenen Kommandostand, wird aber seit 2007 aus der Revierzentrale der WSV in Neuses an der Regnitz fernbedient. Von dort aus werden auch die Schleusen Forchheim, Strullendorf und Bamberg ferngesteuert. Ab 2024 soll die Steuerung von zwölf Schleusen aus der Leitzentrale Nürnberg erfolgen, später die aller 16 Kanalschleusen.
Die Schleuse ist, außer bei Betriebsstörungen wie beispielsweise Unfällen, Wartungsarbeiten oder Eisgang, ganzjährig rund um die Uhr betriebsbereit und nachts beleuchtet. Im Ober- und Unterwasser bestehen jeweils Schleusenvorhäfen für die Berufsschifffahrt, Warteplätze mit Sprechstellen für die Freizeitschifffahrt und Slipanlagen für Kleinfahrzeuge. Kleinfahrzeuge werden nur tagsüber und meist zusammen mit der Großschifffahrt abgefertigt. Muskelkraftgetriebene Wasserfahrzeuge werden nicht geschleust; für diese steht an den Slipstellen ein bepfandeter Transportwagen zum händischen Umsetzen bereit.

## Betriebsstörungen
- Am 5. Mai 2004 rammte ein Tankschiff an der Schleuse ein davor liegendes Gütermotorschiff, das hierdurch leck schlug. Die Feuerwehr und das THW musste das Schiff lenzen, um ein Sinken zu verhindern. Die Schifffahrt wurde währenddessen vorübergehend eingestellt.[9][10]
- Am 19. September 2010  rammte ein voll besetztes Kreuzfahrtschiff das Oberhaupt der Schleuse und blieb dort beschädigt liegen.[11] Sechs Personen wurden bei dem Aufprall leicht verletzt, eine siebente Person ging dabei über Bord und wurde schwer verletzt. Die Schifffahrt kam bis zur Bergung des havarierten Hotelschiffes zum Erliegen, die meisten Reisenden blieben jedoch an Bord und das Schiff konnte nach einer erfolgten Überprüfung die Fahrt fortsetzen.[12]
- Am 3. Mai 2024 havarierte ein mit 117 Passagieren besetztes Fahrgastschiff in den frühen Morgenstunden aufgrund eines Fahrfehlers an der Schleuse. Das Oberwassertor und das Schiff wurden erheblich beschädigt und der Schleusungsbetrieb vorübergehend eingestellt.[13]